# USNS Sacagawea (T-AKE-2)
USNS Sacagawea (T-AKE-2) – okręt zaopatrzeniowy typu Lewis and Clark należący do US Navy. Nazwa statku upamiętnia Sacagawę – indiańską przewodniczkę ekspedycji Lewisa i Clarka.
Kontrakt na budowę statku podpisano 18 października 2001 r. w San Diego (stan Kalifornia). Stępka została położona 15 września 2004 r. Wodowanie i ochrzczenie statku miało miejsce 24 czerwca 2006 r. USNS „Sacagawea” wszedł do czynnej służby 27 lutego 2007 r.
USNS „Sacagawea” jest drugim statkiem klasy Lewis and Clark. Jego załogę stanowi 123 marynarzy służby cywilnej i 49 marynarzy Marynarki Wojennej